# Wilhelm Dziarstek
Wilhelm Dziarstek (* 27. Juni 1920; † 28. April 1984) war ein deutscher Fußballspieler, der beim TSV Schwaben Augsburg in der Fußball-Oberliga Süd von 1945 bis 1950 insgesamt 126 Ligaspiele in der damaligen Erstklassigkeit absolviert und als Defensivspieler zwei Tore erzielt hat. Der im WM-System als Verteidiger und Mittelläufer aufgelaufene Abwehrspieler hatte zuvor aber schon in der Gauliga Bayern beziehungsweise Gauliga Niederrhein bei den Vereinen BC Augsburg und SV Hamborn 07 in der Erstklassigkeit Fußball gespielt. Im Jahr 1941 stand er mit der Auswahl von Bayern im Finale des Reichsbundpokals (0:2 gegen Sachsen) und am 15. November 1942 gewann er in Essen mit der Auswahl vom Niederrhein mit einem 2:1 gegen die Vertretung von Nordmark den Reichsbundpokal.

## Vereine

### Gauliga
Vom im Westen Augsburg beheimateten TSV Kriegshaber gekommen, spielte der junge Wilhelm Dziarstek als Aktiver von BC Augsburg bereits in den Runden 1939/40 und 1940/41 in der Gauliga Bayern. Durch seine gezeigten Leistungen – der BCA erreichte 1940 die Vizemeisterschaft und belegte 1941 den 3. Rang – wurde der junge Defensivspieler schon in der Saison 1940/41 in die Gauauswahl von Bayern für den Wettbewerb um den Reichsbundpokal berufen. Beim mit 0:2 verlorenen Finale am 7. September 1941 in Chemnitz gegen Gastgeber Sachsen, bildete Dziarstek mit den beiden Außenläufern Andreas Kupfer und Franz Hammerl als Stopper die spieltragende Läuferreihe im damals praktizierten WM-System der Bayern. Durch Umstände des Zweiten Weltkriegs bedingt, wurde der Augsburger als Wehrmachtsangehöriger in das Ruhrgebiet verlegt und schloss sich während dieser Zeit dem SV Hamborn 07 in der Gauliga Niederrhein an. Mit der Niederrheinauswahl gewann Dziarstek als rechter Verteidiger das Halbfinalspiel um den Reichsbundpokal 1941/42 am 7. September 1942 in Wien mit 1:0 gegen die Ostmark. Im Finale setzte sich der Niederrhein am 15. November 1942 in Essen mit 2:1 gegen die Vertretung der Nordmark durch. Auch hier lief Dziarstek vor Torhüter Willy Jürissen als rechter Verteidiger auf.
Als Reichstrainer Sepp Herberger am 8. Februar 1943 in Frankfurt am Main seinen letzten Sichtungslehrgang während des Zweiten Weltkrieges mit der Nationalmannschaft durchführte, gehörte Dziarstek genau wie Heinz Flotho, Jakob Streitle, Edmund Adamkiewicz, Fritz Pliska, Siegfried Kronenbitter und Albin Kitzinger dem Sichtungskreis der Defensivspieler an. Der Augsburger wurde auch Anfang 1943 in einer Rangliste der „Fußballwoche“ in der Rubrik der rechten Verteidiger aufgeführt. Mit dem BCA sind für den Abwehrspieler auch zwei Einsätze im Tschammerpokal 1943 gegen Bayern München (3:0) und den VfR Mannheim (2:4) festgehalten: Überraschend für seinen Ruf als ausgezeichneter Abwehrspieler ist dabei die Position des Mittelstürmers, die er in den beiden Pokalspielen einnahm, und sein Erfolg als fünffacher (!) Torschütze.

### Schwaben Augsburg, 1945 bis 1950
In den ersten beiden Runden der Oberliga Süd nach Ende des Zweiten Weltkriegs, 1945 bis 1947, war der 65-malige Nationalstürmer Ernst Lehner noch die dominierende Gestalt beim TSV Schwaben. Als Leistungsträger an seiner Seite agierten in der Defensive Wilhelm Dziarstek und als Spielmacher und Torjäger Georg Lechner senior. Ab der Saison 1947/48 stürmte Lehner aber für Viktoria Aschaffenburg. In einer sehr langen Spielzeit mit 38 Rundenspielen – Rundenstart war der 6. September 1947, Nachholspiele am 4. Juli beendeten die Runde (das Spiel vom 29. August 1948 zwischen Eintracht Frankfurt und 1. FC Nürnberg nicht mitgerechnet) – und sechs Absteigern am Rundenende, gehörten die Lila-Weißen überwiegend dem Mittelfeld in der Tabelle an. Dziarstek hatte in 34 von 38 Ligaspielen als Abwehrchef mitgewirkt und mit Lechner sen. stellte der bürgerliche Verein aus dem südlichen Stadtkern einen 20-fachen Torschützen und belegte den 11. Rang. Auch beim 1:1-Heimremis am 9. November 1947 gegen den späteren überlegenen Südmeister 1. FC Nürnberg – 8 Punkte Vorsprung vor Vizemeister München 1860 – sorgte er dafür, dass die Clubtorjäger Max Morlock und Hans Pöschl ihr Torkonto nicht vergrößern konnten. Gegen die überragende Offensive in dieser Runde – Kickers Stuttgart kam am Rundenende mit Stürmern wie Kurt Lauxmann, Edmund Conen, Siegfried Kronenbitter, Reinhard Schaletzki, Hellmut Schmeißer und Günter Soßna auf 113:58 Tore – unterlief dem Stopper bei der deutlichen 0:5-Heimniederlage am 18. Januar 1948 zwar sogar ein Eigentor gegen die Kickers, aber beim Rückspiel am 27. Juni 1948 konnte Dziarstek seine Defensive beim 0:0 so wirkungsvoll zusammenhalten, dass der „100-Tore-Sturm“ leer ausging.
1948/49 bekam Dziarstek Unterstützung durch den Zugang von Wilhelm Struzina. Der TSV Schwaben belegte in einer 16er-Liga den 7. Rang und Lokalrivale BCA schaffte durch einen 1:0-Erfolg im Entscheidungsspiel gegen Ulm 1846 in letzter Sekunde den Klassenerhalt. Struzina kam überwiegend als linker Außenläufer oder linker Verteidiger zum Einsatz; Mittelläufer und Chef der Abwehr vor Torhüter Franz Süßmann war zu diesem Zeitpunkt noch Wilhelm Dziarstek, welcher in 26 Ligaspielen im Einsatz gewesen war. Die Hinrunde 1949/50 beendete Schwaben Augsburg nach 15 Spieltagen mit 12:18 Punkten auf dem 15. Rang. Dziarstek beendete mit dem Spiel am 8. Januar 1950 gegen die SpVgg Fürth (1:4) seine Spielerlaufbahn. Am Rundenende belegte der TSV Schwaben mit 26:34 Punkten – punktgleich mit dem BCA – den 11. Rang. Struzina hatte im Verlauf der Rückrunde die Nachfolge von Mittelläufer und Abwehrchef Dziarstek angetreten.